# Otto von Below
 Otto Ernst Vincent Leo von Below (Danzig, 18. siječnja 1857. – Besenhausen, 9. ožujka 1944.) je bio njemački general i jedan od najsposobnijih i najistaknutijih njemačkih zapovjednika u Prvom svjetskom ratu. Kao najmlađi njemački general kojemu je povjereno zapovijedanje nad nekom od njemačkih armija, zapovijedao je s više armija na svim bojištima koja su postojala na europskom tlu tijekom Prvog svjetskog rata (Istočnom, Zapadnom, Solunskom i Talijanskom). 

## Vojna karijera
Otto von Below rođen je 18. siječnja 1857. godine u Danzigu u pruskoj vojničkoj obitelji. Sin je pruskog generala Huga Ludwiga von Belowa i Alexandre Below rođ. Lupinski. Otta von Belowa nikako ne treba miješati s Fritzom von Belowom, drugim istaknutim njemačkim zapovjednikom u Prvom svjetskom ratu koji je njegov rođak, iako se ponegdje pogrešno navodi da mu je bio brat.
Nakon završetka srednje škole u Wiesbadenu i Wellmanu, Below pohađa kadetsku školu u Oraniensteinu i Berlinu. U prusku vojsku stupa u travnju 1875. godine služeći u 80. streljačkoj pukovniji. Od listopada 1881. pohađa dočasničku školu, nakon čega je u rujnu 1884. promaknut u čin poručnika, te raspoređen na službu u 89. grenadirsku pukovniju. Od listopada 1884. pohađa Prusku ratnu akademiju koju završava 1887. godine. Potom od srpnja 1887. služi u Željezničkoj pukovniji gdje se nalazi na službi iduća dva mjeseca odnosno do rujna kada se vraća u službu u 89. grenadirsku pukovniju u Schwerin. Od travnja 1889. služi u Glavnom stožeru u Berlinu, nakon čega se u siječnju 1891. ponovno vraća u 89. grenadirsku pukovniju gdje zapovijeda satnijom. U međuvremenu je, u ožujku 1890., promaknut u čin satnika.
U travnju 1894. Below je raspoređen na službu u stožer 27. pješačke divizije sa sjedištem u Ulmu. U rujnu 1895. promaknut je u čin bojnika, nakon čega je u studenom 1897. imenovan zapovjednikom bojne u 35. streljačkoj pukovniji u Brandenburgu. Bojnom u navedenoj pukovniji zapovijeda do travnja 1902. kada je raspoređen na službu u stožer 60. pješačke pukovnije uz istodobno promaknuće u čin potpukovnika. U travnju 1905. unaprijeđen je u čin pukovnika, da bi mjesec dana poslije, u svibnju, bio imenovan zapovjednikom 19. pješačke pukovnije. Navedenom pukovnijom zapovijeda do ožujka 1909. kada je promaknut u čin general bojnika, te imenovan zapovjednikom 43. pješačke brigade smještene u Kasselu. U travnju 1912. postaje zapovjednikom 2. pješačke divizije na kojoj dužnosti se nalazi do početka Prvog svjetskog rata. Istodobno s tim imenovanjem promaknut je u čin general poručnika. 

## Prvi svjetski rat

### Istočno bojište
Na početku Prvog svjetskog rata Below je dobio zapovjedništvo nad I. pričuvnim korpusom koji je na Istočnom bojištu bio u sastavu 8. armije kojom je zapovijedao Maximilian von Prittwitz. Zapovijedajući I. pričuvnim korpusom Below je sudjelovao u Bitci kod Gumbinnena u kojoj se njegov korpus nalazio na desnom krilu njemačkog rasporeda. Korpus kojim je Below zapovijedao držao je položaje unutar njemačkog rasporeda, ali kako je u središnjem dijelu ruska 1. armija generala Renennkampfa potisnula njemačke snage, njegov korpus je bio prisiljen da se povuče nakon čega je brzo prebačen na južnu granicu Istočne Pruske kako bi se suprotstavio nadirućoj ruskoj 2. armiji generala Samsonova.
Nakon poraza kod Gumbinenna na zapovjedništvu njemačke 8. armije Prittwitza je zamijenio general Paul von Hindenburg koji se vratio iz mirovine, te kao njegov načelnik stožera Erich Ludendorff. I. pričuvni korpus je u okviru 8. armije sudjelovao u velikoj njemačkoj pobjedi u Bitci kod Tannenberga u kojoj je okružena i nakon toga gotovo potpuno uništena ruska 2. armija čiji je zapovjednik general Samsonov nakon poraza počinio samoubojstvo.
Poslije pobjede kod Tannenberga njemačke snage su se okrenule sjeverno prema ruskoj 1. armiji generala Rennenkampfa koju su, iako ne tako teško kao 2. armiju, porazili u Prvoj bitci kod Mazurskih jezera. Njemačke su snage na Istočnom bojištu tako u samo nekoliko tjedana porazile dvije ruske armije, u čemu je svojim zapovijedanjem pridonio i Below koji je promaknut u generala pješaštva.
U studenom 1914. Below je na mjestu zapovjednika njemačke 8. armije zamijenio Hermanna von Francoisa. Austrijanci su zajedno s njemačkim snagama planirali da velikim kliještima iz Karpata i Istočne Pruske okruže ruske snage u predjelu Varšave, nakon čega je došlo do Druge bitke na Mazurskim jezerima u kojima je Belowa 8. armija teško porazila rusku 10. armiju pod zapovjedništvom Thadeusa von Sieversa zarobivši pritom oko 100.000 vojnika. Za zapovijedanje u navedenoj bitci Below je 16. veljače 1915. godine odlikovan ordenom Pour le Mérite.
U svibnju 1915. Below dobiva zapovjedništvo nad novoformiranom Armijom Njemen kojom u vrijeme ofenzive Gorlice-Tarnow napreduje prema istoku do linije Kovno-Riga. U prosincu 1915. Below reorganizacijom Armije Njemen ponovno postaje zapovjednikom 8. armije kojom zapovijeda sve do listopada 1916. godine.

### Solunsko bojište
U listopadu 1916. godine Below je premješten na Solunsko bojište gdje dobiva zapovjedništvo nad Grupom armija Below (Heeresgruppe Below) koju su sačinjavali njemačka 11. armija i bugarska 2. armija čiji je zadatak primarno bio da spriječe saveznike da s juga pomognu Rumunjskoj koja se pridružila Antanti i koju su napale Falkenhaynova 9. armija i Grupa armija Mackensen pod zapovjedništvom Augusta von Mackensena. Below je zadržao savezničku ofenzivu kod Monastira (Bitole), ali kada su saveznici konačno Bitolu ipak zauzeli, Bukurešt je već bio pred padom.

U travnju 1917. godine Below je ponovno premješten i to ovaj put na Zapadno bojište gdje je od Ludwiga von Falkenhausena preuzeo zapovjedništvo nad 6. armijom koju su kanadske snage potisnule u Drugoj bitci kod Arrasa zauzevši pritom Vimy Ridge. Borbe su se vodile sve do svibnja kada je nastupilo zatišje budući su Britanci svoju pažnju usmjerili prema Flandriji.

### Talijansko bojište
U rujnu 1917. Below je po treći puta premješten ovaj put na Talijansko bojište gdje dobiva zapovjedništvo nad 14. armijom. Zapovijedajući 14. armijom uz suradnju s izuzetno sposobnim načelnikom stožera Krafftom von Dellmensingenom nanosi teški poraz talijanskoj vojsci u Bitci kod Kobarida kada probija frontu i potiskuje talijansku vojsku gotovo 100 kilometara sve do rijeke Piave. Navedeni uspjeh uzrokovao je smjenjivanje načelnika Glavnog stožera talijanske vojske generala Luigija Cadorne, te je prisilio Francuze i Britance da pošalju svoje snage na talijansko bojište kako bi pomogli svojem savezniku.

### Zapadno bojište
U veljači 1918. godine Below je ponovno po četvrti i posljednji puta premješten ponovno na Zapadno bojište gdje postaje zapovjednikom novoformirane 17. armije. Zapovijedajući navedenom armijom Below je sudjelovao u Drugoj bitci u Pikardiji prvom napadu u njemačkoj Proljetnoj ofenzivi. Međutim, kako su na dijelu bojišta na kojem je Below napadao bile izuzetno snažne britanske snage, Belowa armija je slabo napredovala. Njemački poraz kod Amiensa koji se nalazio južnije od Belowovih položaja ugrozio je položaje 17. armije nakon čega se Below zbog savezničkog napredovanja morao povući sve do Hindenburgove linije.

U listopadu 1918. godine Below postaje zapovjednikom 1. armije zamijenivši zapovjedništvo s generalom Brunom von Mudrom koji je postao zapovjednikom 17. armije. Navadenom armijom držao je položaje na Hindenburgovoj liniji sve do studenog 1918. kada postaje zapovjednikom zapadnih domovinskih snaga pripremajući iste s obranu matičnog njemačkog teritorija.

## Poslije rata
Nakon završetka rata Below u siječnju 1919. godine dobiva zapovjedništvo nad XVII. korpusom smještenim u njegovom rodnom Danzigu. Navedenim korpusom zapovijedao je do srpnja 1919. kada je smijenjen jer je zbog neslaganja uvjetima mira u Versaillesu zaprijetio da će podići ustanak.
Otto von Below preminuo je 9. ožujka 1944. godine u Besenhausenu u 87. godini života.

## Vanjske poveznice
(engl.) Otto von Below na stranici First World War.com

(engl.) Otto von Below na stranici Historyofwar.com

(engl.) Otto von Below na stranici Prussianmachine.com

(njem.) Otto von Below na stranici Deutschland14-18.de  Arhivirana inačica izvorne stranice od 7. ožujka 2016. (Wayback Machine)
| Prethodnik:          | Zapovjednik 8. armije Otto von Below | Nasljednik:    |
| Hermann von Francois | Zapovjednik 8. armije Otto von Below | Max von Fabeck |

| Prethodnik:             | Zapovjednik 6. armije Otto von Below | Nasljednik:         |
| Ludwig von Falkenhausen | Zapovjednik 6. armije Otto von Below | Ferdinand von Quast |

| Prethodnik: | Zapovjednik 17. armije Otto von Below | Nasljednik:     |
| nitko       | Zapovjednik 17. armije Otto von Below | Bruno von Mudra |

| Prethodnik:     | Zapovjednik 1. armije Otto von Below | Nasljednik:          |
| Bruno von Mudra | Zapovjednik 1. armije Otto von Below | Magnus von Eberhardt |